# Manfred Bühler
Manfred Bühler (Bienne, 10 aprile 1979) è un avvocato e politico svizzero dell'Unione Democratica di Centro (UDC). Dal 2023 è membro del Consiglio nazionale per il Canton Berna, carica che aveva già ricoperto dal 2015 al 2019.

## Biografia
Lavorò a partire dal 1999 per la redazione locale de Le journal du Jura. Dal 1998 al 2010 fece parte del consiglio comunale di Cortébert, di cui è sindaco dal 2015. Dal 2006 al 2015 e dal 2022 al 2023 fece parte del Consiglio del Giura bernese. Dal 2010 al 2015 e dal 2022 al 2023 fu membro del Gran Consiglio del Canton Berna.
Presentatosi alle elezioni federali del 2015, venne eletto Consigliere nazionale per il Canton Berna con 93 360 voti, ottavo tra i candidati eletti più votati del cantone. Si ripresentò alle elezioni federali del 2019, ma non venne eletto con 90 206 preferenze, il secondo dei non eletti della sua lista. A febbraio 2023 rientrò comunque in Consiglio nazionale a causa della nomina di Albert Rösti al Consiglio federale Alle elezioni federali del 2023 venne confermato risultando il quinto più votato tra i candidati eletti del cantone con 105 240 preferenze.
Dal 2021 è presidente della sezione cantonale bernese dell'UDC e dal 2023 vicepresidente della sezione del Giura bernese.